# ياسرة غوشة
ياسرة غوشة (1965 -) سياسية أردنية ومحامي ومستشار قانوني شغلت منصب وزير دولة لتطوير القطاع المؤسسي في حكومة عمر الرزاز وانضمت إلى الفريق الحكومي في التعديل الوزاري الثالث بتاريخ 9 مايو 2019، كما شغلت أيضا منصب وزير تطوير القطاع العام في حكومة هاني الملقي الأولى من (1 يونيو 2016 حتى 28 سيبتمبر 2016). حاصلة على شهادة الماجستير في القانون التجاري من جامعة برمنغهام ـ بريطانيا 1997، والماجستير في قانون الشركات من الجامعة الأردنية 1993، والبكالوريوس في القانون / قسم القانون الخاص من الجامعة الأردنية 1986. وهي تحمل وسام الحسين للعطاء المميز من الدرجة الثانية من الملك عبدالله الثاني وميدالية «كانو» لرواد التميز.

## النشأة والتعليم
أكملت ياسرة غوشة دراستها الجامعية من الجامعة الأردنية في القانون. أتمت دراستها من الجامعة الأردنية وأخرى في القانون التجاري من جامعة برمنغهام. درست في مدرسة دبي الحكومية حيث حصلت على شهادة في التفاوض في القيادة. قامت بإدارة دورة إستراتيجية لقادة المنظمات غير الحكومية من كلية كنيدي بجامعة هارفارد.وفي عام 2003، حضرت دورة تدريبية حول خبراء تقييم التميز الأوروبيين في المؤسسة الأوروبية لإدارة الجودة وكيفية بدء دورة «رحلة نحو التميز» في عام 2008 في المؤسسة.

## المسيرة المهنية
عملت ياسرة غوشة في دائرة الشؤون الاقتصادية والتنمية بالمحكمة الملكية الهاشمية كنائب للمدير عام 2002. من مارس 2004 إلى مارس 2006، عملت كمنسقة لجائزة الملك عبد الله الثاني للتميز في الأداء الحكومي والشفافية. من 2005 إلى 2006، كانت مستشارة فنية لدى وزير إدارة إصلاح القطاع العام. كانت محاضرة في جامعة البتراء في كلية إدارة الأعمال والمالية، حيث عملت لمدة تسع سنوات. كانت أول مديرة تنفيذية لمركز الملك عبد الله الثاني للتميز، حيث تعمل هناك منذ عام 2006 إلى مايو 2016. وكانت عضو في مجلس الأعيان الأردني وتم اختيارها كمساعد لرئيس مجلس الأعيان.